# 2012年蘇丹與南蘇丹邊境衝突
2012年蘇丹與南蘇丹邊境衝突，又稱為黑格里格危機，是指在2012年蘇丹共和國和南蘇丹之間所爆發的軍事衝突，雙方主要於含有豐富石油資源的南蘇丹猶尼提省以及蘇丹南科爾多凡省一帶交戰，特別是蘇丹所治理、石油資源含量極為豐富的黑格里格成為主要爭奪地區。另外一方面，蘇丹與南蘇丹彼此也不斷宣稱艾卜耶等地區為各自主權領土的一部分。軍事衝突一直到2012年9月展開了一系列的合作協議後，才設法以談判手段來解決涉及雙方利益衝突的議題。

## 背景
在1955年至1972年以及1983年至2005年期間所爆發的2次內戰中促使南蘇丹的獨立，但也造成250萬人死亡以及近500萬人被迫過著流浪生活。而即使在南蘇丹獨立後不久蘇丹也在第一時間承認該國，然而雙方對於大尼羅河石油管道（Greater Nile Oil Pipeline）以及艾卜耶地區的看法仍然有所衝突。雖然在2008年時蘇丹人民解放軍曾與蘇丹政府達成有關艾卜耶地區歸處問題處理的協議，然而一直到南蘇丹宣布獨立後仍沒有真正落實協議的內容。2012年1月南蘇丹決定關閉其轄下所有油田，並藉此來要求蘇丹應該先付費才能讓這些石油原料運回蘇丹。
2011年5月，蘇丹派遣5,000多名士兵佔領具有爭議地位、並富含石油資源的艾卜耶當地。3天後便與南蘇丹部隊在邊境地區爆發軍事衝突，其中南蘇丹部隊在一次伏擊中殺害22名蘇丹軍人。隨後南蘇丹便藉由砲擊掩護、空中轟炸和坦克突進的方式往北方入侵，這次衝突初步估計導致超過20,000人逃離自己的家鄉。在南蘇丹政府正式宣布向蘇丹共和國發起「戰爭行為」後，聯合國隨即派遣特使前往蘇丹首都喀土木進行交涉，南蘇丹則表示已經將部隊撤出艾卜耶一帶。2011年6月20日雙方就各自的軍事行動達成了協議，2011年6月27日聯合國安理會決議由衣索比亞派遣部隊擔任聯合國駐艾卜耶臨時安全部隊（United Nations Interim Security Force for Abyei）。但在2011年12月初，蘇丹部隊則佔領先前由南蘇丹所控制的猶尼提省。到2012年3月，蘇丹空軍（Sudanese Air Force）則轟炸上尼羅省部分地區。另外一方面，蘇丹和南蘇丹兩國也互相指責對方支持其領土內的叛亂分子，特意引發內部地區的武裝衝突。

## 衝突

### 襲擊邊境
2012年3月26日，蘇丹共和國聲稱南蘇丹為了取得自己對於石油運用的主導權，派遣地面部隊從側面襲擊位於蘇丹南部南科爾多凡省黑格里格（Heglig）的油田；而南蘇丹則聲稱部隊只不過是在遭遇攻擊後所展開的自衛行為，並且提到黑格里格早已經透過和平手段轉移給南蘇丹政府管轄，但蘇丹政府後來不願承認控制權的移交。第二天，蘇丹空軍隨機針對南蘇丹的猶尼提省、猶尼提油田（Unity oilfield）以及北部重要城市班提烏展開轟炸。稍後南蘇丹的蘇丹人民解放軍分別針對佈署於爭議地點的蘇丹軍隊展開攻勢，但隨即遭到蘇丹部隊擊退。之後南蘇丹將自身砲兵火力佈署於班提烏以北20公里處，向黑格里格以及蘇丹的國界展開砲擊。蘇丹資訊部長阿卜杜拉·阿里·瑪撒（Abdallah Ali Masar）證實南蘇丹已經往蘇丹領土推進數10公里，但也聲稱蘇丹部隊已經擊退南蘇丹部隊並迫使他們重新回到邊界，而蘇丹也在這次衝突中俘虜數名戰俘。3月28日，南蘇丹政府下令所有撤出包含黑格里格在內的爭議地區。3月31日，蘇丹戰機針對仍駐守在南部地區的南蘇丹邊境部隊陣地展開轟炸，不過蘇丹則表示僅以火炮來攻擊敵軍部隊。

### 短暫佔領
4月4日，南蘇丹聲稱在猶尼提省上空擊落一架蘇丹空軍的MiG-29戰鬥機。根據半島電視台的報導指出，先前蘇丹戰機便已經不斷轟炸黑格里格以及附近的石油管道。雖然實際上轟炸行動並沒有造成任何人員傷亡或者有重大損失，蘇丹政府否認有任何空襲任務的展開，並向國際媒體指控這是南蘇丹部所放出的「捏造」消息。4月9日，駐守於南蘇丹泰斯溫（Teshwin）當地城鎮的南蘇丹武裝力量（Armed Forces of South Sudan）部隊遭到蘇丹軍隊的炮擊和空襲。隨後蘇丹軍方向猶尼提省發動2個旅規模大小的襲擊行動，試圖佔領南蘇丹部隊所防衛的油田設備。在這場戰鬥至少有4名平民因而受傷，不過雙方軍事部隊都沒有在第一時間報告自己的傷亡狀況。南蘇丹政府表示蘇丹軍隊已經明顯違反有關邊境武力使用的協定，但是在民兵部隊的協助下已經成功遭到擊退。另一名蘇丹軍方發言人則坦承蘇丹軍隊在黑格里格戰役中失敗而被迫往北撤退，也有一些報導指稱在戰鬥發生後蘇丹軍隊還試圖奪回2週前遭到南蘇丹軍隊佔領邊境警戒所。蘇丹軍方發言人哈立德·薩阿德（Khalid Sawarmi）上校聲稱在南蘇丹在獲得黑格里格戰役的勝利後，已經徹底控制的黑格里格當地與油田設備。
4月11日，蘇丹政府表示在爭議的邊境地段雙方仍爆發著激烈的戰鬥，而媒體報導則指稱蘇丹軍隊仍嘗試奪回奪回黑格里格當地。蘇丹政府提到儘管部隊奮力反抗後仍無法抵禦對方「規模龐大且裝備精良的軍隊」，最後只能戰術性撤離當地，但也表示政府將會使用一切合法手段奪回遭到攻占的黑格里格，南蘇丹則回應說他們已經在黑格里格構築防禦陣地等待蘇丹的反擊，而兩國議會也呼籲各自大規模動員自己的軍隊準備投入作戰。根據蘇丹外交部秘書拉赫馬圖拉·穆罕默德·奧斯曼（Rahmatullah Mohamed Osman）的說法為了阻止南蘇丹的入侵行為，蘇丹開始調動蘇丹邊境以北70公里的所有武裝部隊準備投入作戰，蘇丹部隊很快便重新集結並準備奪回黑格里格。而在蘇丹軍隊遭遇南蘇丹攻擊而準備重新集結的同時，反政府游擊組織蘇丹革命前線（Sudan Revolutionary Front）也襲擊蘇丹軍隊。
4月11日，蘇丹副總統哈吉·亞當·尤斯夫（Al-Haj Adam  Youssef）正式宣布兩國進入戰爭狀態，並表示彼此之間所有的談判重新擱置。第二天蘇丹空軍轟炸猶尼提省的首府班提烏附近所有橋梁設施，並企圖阻止南蘇丹部隊將原本起降An-26運輸機的跑道改裝成可以應付轟炸機使用戰略設施，在這過程中導致1名南蘇丹士兵死亡。

### 蘇丹反擊
4月13日，南蘇丹部也開始加強他們在黑格里格的防禦措施，並且開始動員自身所有武力部隊投入作戰，根據南蘇丹政府的說法前線部隊在白天持續進行防禦準備。蘇丹軍方隨即聲稱能夠在「在數個小時內」推進到黑格里格當地，蘇丹政府的一名發言人則表示軍隊已經在黑格里格郊區待命中，而南蘇丹政府則回應說如果遭到攻擊已經允許部隊自己展開防衛作戰。不過蘇丹政府發言人還補充說，南蘇丹實際上根本無能力有效掌管「南科爾多凡省」地區。4月13日蘇丹在聚禮（Jumu'ah）期間陸續有宗教人士公開表示應該敵視南蘇丹，而蘇丹社會所播放的電視節目也聲稱這是「聖戰」。
南蘇丹副總統芮克·馬查爾（Riek Machar）表示蘇丹為了奪回黑格里格而將部隊佈署在以北30公里的小鎮上，隨後南蘇丹還聲稱在衝突中成功摧毀了2輛坦克。但另一方面蘇丹空軍則派遣2架Su-25攻擊機轟炸黑格里格等地，一共造成5名平民死亡並且毀損了黑格里格絕大多數的設施。4月14日南蘇丹部隊向北前進發動攻勢，並與駐守的蘇丹部隊隨即爆發衝突，同一天南蘇丹軍隊也封鎖了3條可以通往黑格里格的道路。不過在同一天為了能夠破壞南蘇丹的電源線，蘇丹空軍也派遣MiG-29戰鬥機前往摧毀班提烏附近的橋樑，最終造成4名平民和1名士兵死亡、5人受傷，而作為目標的橋樑則並沒有完全損壞。蘇丹軍方也表示部隊已經到達黑格里格周遭數公里處並與南蘇丹部隊展開交火，但蘇丹將近期目標列為「消滅來自南方的戰爭機器」而不是奪回黑格里格。對此南蘇丹部表示來自蘇丹的消息只是為了宣傳用，聲稱是蘇丹部隊仍然佈署在黑格里格以北30公里地區。4月15日，蘇丹人民解放軍陸軍發言人菲利普·阿蓋（Philip Aguer）聲稱南蘇丹在前一夜的軍事衝突中擊退蘇丹發起的攻勢，並成功摧毀了2輛蘇丹軍方的坦克。但之後蘇丹隨即砲轟南蘇丹上尼羅省的西部地區，試圖將戰爭前線往他處擴展。隨後蘇丹軍隊越過邊境入侵南蘇丹的上尼羅省，在驅逐南蘇丹部隊後迅速佔領周遭數個城鎮。
4月16日，蘇丹議會召開並一致投票同意發表聲明表示「南蘇丹是所有蘇丹國家機構的敵人」，其中議會發言人呼籲蘇丹政府應該為奪回到黑格里格投入所有資源，進而反擊南蘇丹甚至是推翻其政府。蘇丹政府發言人則表示政府已經暫時排除與南蘇丹重啟和平談判的想法，並且表示如果蘇丹軍方不收回黑格里格的話將會傷害民族的自豪感。4月18日，南蘇丹士兵在阿維爾和梅蘭（Meiram）之間道路附近採集水源時遭遇蘇丹部隊而引發武裝衝突，隨後這次事件促使蘇丹軍方決定將部隊往前推進黑格里格以西160公里處，在這過程中有7名南蘇丹士兵和15名蘇丹士兵遭到擊斃。同一時間蘇丹總統奧馬爾·巴希爾也在宣布即將解放南蘇丹當地人民，並聲稱部隊將會反擊到南蘇丹首都朱巴地區。

### 南蘇丹撤離
4月20日，南蘇丹宣布已開始分階段從黑格里格撤軍，隨後蘇丹總統奧馬爾·巴希爾在喀土木舉行勝利集會。4月22日蘇丹與南蘇丹邊境爆發多次戰鬥，在坦克和火砲支援下蘇丹部隊展開3波攻勢，最後成功往南蘇丹國內推進6英里之譜。在這過程中南蘇丹至少有1名士兵死亡，以及2人於襲擊中受傷。4月23日，蘇丹空軍轟炸路博卡納（Rubkona）當地城鎮重要地點，企圖摧毀路博卡納與及班提烏周邊之間聯絡用的橋樑。，最後至少造成有3人在空襲行動中死亡。到了第二天，南蘇丹總統薩爾瓦·基爾·馬亞爾迪特在前往中國訪問表示南蘇丹已經向蘇丹「宣戰」。

### 空襲行動
由於蘇丹不允許記者進入衝突地區進行採訪，因此絕大多數武裝衝突與轟炸任務的報告多是來自於南蘇丹政府或者蘇丹人民解放軍所提供。不過蘇丹政府則聲稱主要是轟炸南蘇丹的軍事陣地，而有關針對一般地區所實施的轟炸指控則一概否認。下列表格主要是依據南蘇丹所提供的資料整理而成：
| 日期          | 地點                                  | 傷亡                          | 註記 | 來源          |
| ------------- | ------------------------------------- | ----------------------------- | --- | ------------- |
| 2012年3月1日  | 猶尼提省                              | 無人傷亡                      | 兩口油井損壞                                                                                              | [ 21 ]        |
| 2012年3月     | 猶尼提油田（Unity oilfield）          | 未知                          | — | [ 24 ]        |
| 2012年3月30日 | 各邊境城鎮                            | 未知                          | 主要襲擊駐守於邊境周遭的蘇丹人民解放軍與其基地                                                            | [ 30 ]        |
| 2012年4月4日  | 猶尼提省                              | 無人傷亡                      | 1架MiG-29戰鬥機遭到擊落                                                                                   | [ 32 ]        |
| 2012年4月9日  | 南科爾多凡省泰斯溫（Teshwin）         | 無人傷亡                      | — |               |
| 2012年4月12日 | 猶尼提省班提烏                        | 1士兵死亡、4名平民受傷        | — | [ 67 ] [ 68 ] |
| 2012年4月14日 | 南科爾多凡省黑格里格（Heglig）        | 未知                          | — |               |
| 2012年4月14日 | 猶尼提省班提烏                        | 1名士兵和4名平民死亡、6人受傷 | 班提烏附近的橋樑沒有成功遭到摧毀                                                                          | [ 50 ] [ 69 ] |
| 2012年4月14日 | 猶尼提省阿比諾曼縣（Abiemnom County） | 未知                          | — | [ 69 ]        |
| 2012年4月15日 | 南科爾多凡省黑格里格（Heglig）        | 未知                          | 可能破壞石油裝備                                                                                          | [ 54 ]        |
| 2012年4月15日 | 聯合國維和部隊駐南蘇丹基地            | 無人傷亡                      | 經聯合國南蘇丹特派團（United Nations Mission in South Sudan）發言人庫韋德爾·哲魯克（Kouider Zerrouk）證實 | [ 65 ]        |
| 2012年4月15日 | 猶尼提省瑪詠縣（Mayom County）        | 7人死亡、14人受傷             | — | [ 65 ]        |
| 2012年4月16日 | 猶尼提省班提烏西側城鎮                | 2人死亡、8人受傷              | — | [ 65 ]        |
| 2012年4月22日 | 猶尼提油田（Unity oilfield）          | -                             | — | [ 70 ]        |
| 2012年4月23日 | 猶尼提省班提烏路博卡納（Rubkona）     | 3人死亡                       | 路博卡納當地市集遭到破壞                                                                                  | [ 63 ]        |
| 2012年5月21日 | 北加札爾河省                          | -                             | — | [ 71 ]        |
| 2012年5月22日 | 北加札爾河省                          | -                             | — | [ 71 ]        |
| 2012年5月28日 | 北加札爾河省                          | 10人死亡                      | — | [ 72 ]        |

## 談判
4月15日，埃及外交部長穆罕默德·卡邁勒·阿姆魯（Mohamed Kamel Amr）前往喀土木嘗試調解蘇丹邊境的緊張局勢，然而在會議中奧馬爾·巴希爾表示除非南蘇丹的武裝部隊完全撤出黑格里格，否則蘇丹政府將持續排除與南蘇丹展開任何談判。一直到了2012年6月時，在非洲聯盟特別大使暨調解人塔博·姆貝基的努力下雙方才重新開始展開談判。
9月27日，蘇丹總統奧馬爾·巴希爾和南蘇丹總統薩爾瓦·基爾在衣索比亞阿迪斯阿貝巴簽署了8項協議，決議重新合作恢復重要的石油出口貿易，同時沿著各自的邊境創建一個寬6英里的非軍事區。協議中也特別將南蘇丹納入世界石油市場的體系中，並且將其石油出口量設定為35萬桶石油。此外該協議還包括對於釐清先前的協議、重新劃定正確的邊界、簽署經濟合作協議並保障彼此公民的旅遊權益等，不過一些仍然沒有解決的問題則只能透過未來的談判計劃加以解決。而在同一天作所舉辦第六十七屆聯合國大會總辯論（General debate of the sixty-seventh session of the United Nations General Assembly）會議上，南蘇丹副總統芮克·馬查爾也向其他國家發表協議簽屬的內容，但也表示針對艾卜耶當地問題仍沒有定論感到遺憾。對此聯合國秘書長潘基文讚揚兩國領導人成功達成一項協議，衣索比亞總統哈勒瑪利恩·迪塞雷根（Hailemariam Desalegn）則表示希望這能夠成為之後合作發展的契機。

## 反應

### 蘇丹國內
在衝突爆發後，蘇丹國家廣播電台宣布蘇丹總統奧馬爾·巴希爾將暫停訪問南蘇丹首都朱巴的計劃。但早在3月30日於衣索比亞阿迪斯阿貝巴召開非洲聯盟政治、軍事暨安全委員會中，便計畫在2012年4月期間安排兩國領導人在朱巴召開首腦會議，而有關南蘇丹和蘇丹之間會議的主題則是針對在3月22日時蘇丹所提出的艾卜耶地區議題進行討論。但在4月11日哈吉·亞當正式宣布兩國進入戰爭狀態後，彼此之間所有的談判便被重新擱置。
根據蘇丹外交部秘書拉赫馬圖拉·穆罕默德·奧斯曼的說法為了阻止南蘇丹的入侵行為，蘇丹開始調動蘇丹邊境以北70公里的所有武裝部隊準備投入作戰，蘇丹部隊很快便重新集結並準備奪回黑格里格。4月13日蘇丹在聚禮期間陸續有宗教人士公開表示應該敵視南蘇丹，而蘇丹社會所播放的電視節目也聲稱這是「聖戰」。4月16日，蘇丹議會召開並一致投票同意發表聲明表示「南蘇丹是所有蘇丹國家機構的敵人」，其中議會發言人呼籲蘇丹政府應該為奪回到黑格里格投入所有資源，進而反擊南蘇丹甚至是推翻其政府。蘇丹政府發言人則表示政府已經暫時排除與南蘇丹重啟和平談判的想法，並且表示如果蘇丹軍方不收回黑格里格的話將會傷害民族的自豪感。
在南蘇丹部隊從黑格里格撤退後，蘇丹總統奧馬爾·巴希爾向公眾在那裡將沒有「有毒害蟲」，後來巴希爾更指稱南蘇丹政府只理解「槍械和彈藥的言語」。蘇丹駐聯合國大使則爭辯說蘇丹只是在實施自我防衛的權利，並且提到：「我們已經在注意南方……但我要說清楚的是我們不會越過國際邊界，在南蘇丹的領土上發動攻擊。」

### 南蘇丹境內
南蘇丹總統薩爾瓦·基爾多次表示蘇丹應該要就衝突引起負起責任，表示最早是蘇丹空軍針對猶尼提省當地的南蘇丹部隊以及民兵展開密集的轟炸。他也提到：「這是一個再次強加在我們身上的戰爭，但是偏偏總有人不斷追求著它。」南蘇丹軍方發言人則認為這次衝突的爆發，對於自身歷史而言是「自獨立以來最偉大的抵抗」。而在雙方衝突爆發後南蘇丹議會發言人呼籲社會開始準備投入戰爭中，他提到：「喀土木可能要來一場真正的戰爭……如果你不保衛幾自己馬上就會遭到殲滅，所以應該要去調動所有人物資源準備投入之。」議會之後決定提高南蘇丹的軍費開支，並藉由全體議員減薪10％長達3個月的方式作為其他資金補貼。不過在4月15日時，包括朱巴等地開始就燃料供應等民生問題引起搶購浪潮。

### 人道問題
衝突發展到4月14日時，蘇丹與南蘇丹邊境已經有超過100,000多人被迫離開自己的家園。

### 國際反應
- 联合国：2011年3月27日時，聯合國秘書長潘基文呼籲兩國結束衝突，並且提到：「應該大大利用現有的政治和安全機制、以和平的方式來解決彼此間的分歧」[86]。而隨著蘇丹與南蘇丹邊境衝突仍然持續激化，聯合國安全理事會立即嚴加譴責兩國並且要求雙方立即停火，以避免進一步爆發大規模的戰爭衝突[87]。4月23日，潘基文譴責蘇丹針對南蘇丹邊境地區所展開的轟炸行動，並要求蘇丹政府「緊急」停止一切的敵對行動[83]。。2012年5月2日，安理會一致通過決議要求蘇丹和南蘇丹雙方立即停火，並且警告將有可能對2個國家同時實施經濟制裁，對此中華人民共和國與俄羅斯則抱持遺憾的態度[88]。
- 阿拉伯國家聯盟：4月15日時，阿拉伯各國議會聯盟呼籲南蘇丹應該保持克制並退出黑格里格。阿拉伯議會議長在其簽署的聲明中提到阿拉伯議會呼籲南蘇丹要注意「理性的聲音」，並且立即自所佔領的蘇丹領土中撤出部隊兵力[89]。到了4月26日十時阿拉伯國家聯盟更加強化語氣，譴責南蘇丹針對蘇丹邊境展開「侵略」行動且直接聲稱黑格里格應該是屬於蘇丹的領土。阿拉伯國家聯盟進而表示支持蘇丹實施自身的「自衛權」，並譴責南蘇丹涉嫌支援蘇丹境內的反抗軍行為[82]。
- 非洲聯盟：2012年4月25日，非洲聯盟譴責蘇丹轟炸南蘇丹的部分地區，並呼籲雙方停止一切的敵對行動。和平與安全理事會還提出了7項建議，期望雙方能夠在2週後重啟和平談判。同時非洲聯盟也敦促雙方避免使用「煽動性言論和宣傳」，以避免繼續助長衝突的發生[82]。
- 伊朗：3月時伊朗監視用途的無人航空載具墜毀在蘇丹，並且隨即遭到南蘇丹的反政府武裝份子解體[90]。4月15日，伊朗外交部發言人拉民·梅赫曼帕拉斯特（Ramin Mehmanparast ）透過伊朗的廣播電視頻道伊朗伊斯蘭共和國廣播電視台表示伊朗正完全監視著該地區的發展，並呼籲南蘇丹應該立即且無條件地命令自身部隊撤離，將領土重新交由蘇丹政府管理後回退到南方所指定的邊界駐守[91]。
- ：肯亞總統姆瓦伊·齊貝吉建議肯亞政府應該擔任兩國調解者的角色，並表示「肯亞真心期望兩國之間能維持良好且穩定的關係」[92]。
- 英国：非洲事務部部長亨利·貝林罕（Henry Bellingham）表示支持非洲聯盟所提出來的倡議，呼籲雙方重啟談判並且遵守停火協定[82]。
- 美国：4月11日時美國國務院譴責南蘇丹佔領黑格里格的舉動，並在聲明中表示：「我們嚴厲譴責南蘇丹以軍事方式攻擊並進佔黑格里格，這個行為已經超出行自衛的要求並且增加蘇丹和南蘇丹之間的緊張關係，讓蘇丹邊境面臨極為危險的程度。[36]」然而在蘇丹政府轟炸南蘇丹領土後，美國政府改變原本將事件定調為「南蘇丹單方面軍事入侵」的看法。隨後美國公開表示認為「南蘇丹正在展開合理的自衛行動」，且敦促蘇丹在統一國家的攻擊方案上要有所「克制」。美國國務院表示美國歡迎南蘇丹從黑格里格撤出，並呼籲所有南蘇丹部部隊應該撤回到1956年1月1日所劃下的邊界處。而針對蘇丹和南蘇丹爆發軍事衝突的消息，美國總統巴拉克·歐巴馬則提到：「這些所有參與戰鬥的人士必須體會到，軍事手段永遠不是解決方案。[93]」
- 越南：越南外交部發言人呼籲：「在不斷升級的緊張局勢下，各方應遵守有關的國際法規和簽署協議來約束自己，同時透過和平談判的方式解決分歧。[94]」
- 葉門：葉門政府譴責雙方就黑格里格議題上並沒有以外交手法解決，並認為雙方應該「建立聯繫，加強彼此間相互的信心和共同架構歷史與人文的關係」[95]。
- 日本：2012年5月5日，日本外務大臣玄葉光一郎邀請蘇丹外交部部長以及南蘇丹國際合作部副部長進行討論，期望能夠促使兩國重新恢復和平談判的流程[96]。